# Roland Culver
Pour les articles homonymes, voir Culver.
Roland Culver est un acteur britannique, né le 21 août 1900 à Londres (Angleterre); mort le 1er mars 1984 à Henley-on-Thames.

## Filmographie partielle

### Au cinéma
- 1931 : 77 Park Lane d'Albert de Courville : Sir Richard Harrington
- 1934 : Nell Gwyn (en) de Herbert Wilcox
- 1935 : Oh, What a Night de Frank Richardson
- 1936 : Everybody Dance de Charles Reisner
- 1937 : Paradise for Two de Thornton Freeland : Paul Duval
- 1940 : En français, messieurs (French Without Tears) d'Anthony Asquith : Commander Bill Rogers
- 1940 : Mariage sans histoires (Quiet Wedding) d'Anthony Asquith
- 1940 : Train de nuit pour Munich (Night Train to Munich) de Carol Reed : Roberts
- 1940 : Old Bill and Son de Ian Dalrymple : Colonel
- 1940 : Fingers de Herbert Mason : Hugo Allen
- 1941 : This England (en) de David MacDonald : Stewart
- 1942 : Unpublished Story de Harold French : Stannard
- 1942 : Riposte à Narvik (The Day Will Dawn) de Harold French : Cmdr Pittwaters
- 1942 : Talk About Jacqueline de Harold French : Leslie Waddington
- 1942 : Spitfire (The First of the Few) de Leslie Howard : Cmdr Bride
- 1942 : Secret Mission de Harold French : Red Gowan
- 1942 : Un de nos avions n'est pas rentré (One of Our Aircraft Is Missing) de Michael Powell et Emeric Pressburger : Officier naval
- 1943 : Colonel Blimp (The Life and Death of Colonel Blimp) de Michael Powell et Emeric Pressburger : Le colonel Betteridge
- 1943 : Dear Octopus de Harold French : Felix Martin
- 1944 : On Approval de Clive Brook : Richard Halton
- 1944 : Give Us the Moon de Val Guest : Ferdinand
- 1944 : English Without Tears de Harold French :
- 1945 : Au cœur de la nuit (Dead of Night), film à sketches collectif : Sketch Linking Narrative de Basil Dearden : Eliot Foley
- 1945 : Le Verdict de l'amour (Perfect Strangers) de Alexander Korda : Richard
- 1946 : Wanted for Murder de Lawrence Huntington : chef insp Conway
- 1946 : À chacun son destin (To Each His Own) de Mitchell Leisen : Lord Desham
- 1947 : L'Étoile des étoiles (Down to earth) d'Alexander Hall : M. Jordan
- 1947 : Singapour (Singapore) de John Brahm : Michael Van Leyden
- 1948 : La Valse de l'empereur (The Emperor Waltz) de Billy Wilder : Le baron Holenia
- 1948 : Les Filles du major (Isn't It Romantic?) de Norman Z. McLeod
- 1949 : The Great Lover de Alexander Hall : Grand Duke Maximillian
- 1950 : Trio de Ken Annakin et Harold French
- 1951 : The Late Edwina Black de Maurice Elvey : inspector
- 1951 : La Boîte magique (The Magic Box) de John Boulting :
- 1951 : Hôtel Sahara de Ken Annakin : Major Bill Randall
- 1951 : Encore de Harold French : George Ramsey
- 1952 : The Holly and The Ivy de George More o Ferrall : Lord B
- 1952 : The Hour of Thirteen de Harold French : Connor
- 1952 : Folly to Be Wise de Frank Launder : George Prout
- 1953 : Coup de feu au matin (Rough Shoot) de Robert Parrish
- 1954 : The Teckman Mystery de Wendy Toye : Insp Harry
- 1954 : Voyage au-delà des vivants (Betrayed) de Gottfried Reinhardt : Général Warsleigh
- 1955 : L'Homme qui aimait les rousses (The Man Who Loved Redheads) de Harold French : Major Oscar Philipson
- 1955 : Le Bateau qui mourut de honte (The Ship That Died of Shame) de Basil Dearden : Fordyce
- 1955 : Touch and Go (en) de Seth Holt : Fairbright
- 1955 : An Alligator Named Daisy de J. Lee Thompson : Colonel Weston
- 1956 : Safari de Terence Young : Sir Vincent Brampton
- 1957 : The Hypnotist de Montgomery Tully : Dr Francis Pelham
- 1957 : Light Fingers de Terry Bishop : Humphrey Levenham
- 1957 : The Vicious Circle (en) de Gerald Thomas : det insp Dane
- 1957 : La Vérité sur les femmes (The Truth About Women) de Muriel Box
- 1958 : Bonjour tristesse d'Otto Preminger : Monsieur Lombard
- 1958 : Rockets Galore de Michael Relph : Cpt Waggett
- 1958 : Next to no Time de Henry Cornelius : Sir Godfrey Cowan
- 1962 : Le Verdict (Term of Trial) de Peter Glenville : Trowman
- 1962 : A Pair of Briefs de Ralph Thomas : Sir John Pilbright
- 1962 : The Iron Maiden de Gerald Thomas : Lord Upshott
- 1964 : La Rolls-Royce jaune (The Yellow Rolls-Royce) de Anthony Asquith : Norwood
- 1965 : Opération Tonnerre (Thunderball) de Terence Young : Le ministre de l'Intérieur
- 1966 : D pour danger (A Man Could Get Killed) de Ronald Neame et Cliff Owen : Dr. Mathieson
- 1969 : À la recherche de Grégory (In Search of Gregory) de Peter Wood : Wardle
- 1970 : Le Tunnel de la peur (Fragment of Fear) de Richard C. Sarafian : Mr Vellacot
- 1973 : Le Piège (The MacKintosh Man) de John Huston : Le juge
- 1973 : La Maison des damnés (The Legend of Hell House) de John Hough : Rudolph Deutsch
- 1973 : Bequest to the Nation de James Cellan Jones : Lord Barham
- 1977 : Les Chats du diable (The Uncanny) de Denis Héroux : Wallace
- 1978 : L'Empire du Grec (The Greek Tycoon) de J. Lee Thompson : Robert Keith
- 1978 : No Longer Alone de Nicholas Webster : A.E. Matthews
- 1980 : Rough Cut de Don Siegel : Lloyd Palmer
- 1980 : Never Never Land de Paul Annett : Mr Salford
- 1982 : Britannia Hospital de Lindsay Anderson : Gal Wetherby
- 1982 : Drôle de missionnaire (The Missionary) de Richard Loncraine

### À la télévision
- 1968 : Chapeau melon et bottes de cuir (The Avengers), Saison 6, Épisode 4 : À vos souhaits - Colonel Timothy
- 1968 : The Caesars : Auguste
- 1971 : Amicalement vôtre : Regrets éternels, épisode 21